# Изолани, Аламанно
Граф Марк-Антонио Аламанно Изолани (итал. Marc’Antonio Alamanno Isolani, также Изолани-Лупари; 8 сентября 1834, Болонья — 12 декабря 1912, Болонья) — итальянский аристократ и музыкант-любитель. Внук Марк-Антонио Изолани (1746—1828), государственного деятеля и префекта Болоньи.
Дебютировал на музыкальной сцене в 1859 году, когда его опера «Амина, или Две свадьбы за один вечер» (итал. Amina o Due nozze in una sera, либретто маркиза Филиппо Кальви) была дважды представлена на сцене болонского Муниципального театра. Написал также две другие оперы и ряд хоровых сочинений религиозного характера.
Был избран членом Болонской филармонической академии, занимал пост её вице-президента. В 1876—1881 гг. член совета директоров Болонского музыкального лицея.
Брат — Франческо Изолани (1836—1906), муниципальный деятель и депутат парламента.